# منتخب اليونان تحت 18 سنة لهوكي الجليد للرجال
منتخب اليونان تحت 18 سنة لهوكي الجليد للرجال هو ممثل اليونان الرسمي في المنافسات الدولية في هوكي الجليد تحت 18 سنة.